# Île de la Province
Île de la Province (franska) eller Province Island (engelska) är en ö i Kanada och USA. Den ligger i provinsen Québec respektive delstaten Vermont. Île de la Province ligger i sjön Lac Memphrémagog.
Öns yta är 0,31 km². 0,028 km² (9 %) vid dess södra punkt är en del av USA (kommunen Derby i Orleans County). Gränsen markeras med en fem meter bred gränsgata i skogen. I slutet av 1700-talet byggde en pionjär som hette Martin Adams och hans fru ett hus på ön, där de odlade lin och grönsaker. Ön brukade vara känd som Zabrieski Island eller Howard Island. Ön är privatägd.